# Pink Hill (Karolina Północna)
Pink Hill – miasto w Stanach Zjednoczonych, w stanie Karolina Północna, w hrabstwie Lenoir.